# Precis proetigiana
Precis proetigiana är en fjärilsart som beskrevs av Stoneham 1965. Precis proetigiana ingår i släktet Precis och familjen praktfjärilar. Inga underarter finns listade i Catalogue of Life.